# Pictogramas de banheiro

Os pictogramas de banheiro, presentes com frequência nos banheiros públicos, são um tipo de sinalização por vezes polêmica, uma vez que lida com questões referentes ao sexo e ao gênero, nem sempre assumido de forma binária pelas pessoas. Em 2011, no Brasil, a escola de samba Unidos da Tijuca chegou a ser criticada por ativistas LGBT após criar banheiro apenas para homossexuais. Três anos antes, também no Rio de Janeiro, travestis e transexuais conquistaram o direito de usar o banheiro das mulheres na UERJ.
Pode-se citar ainda o exemplo da cartunista brasileira Laerte Coutinho, que revelou sua identidade de gênero feminina desde 2010 e que já teve problemas ao usar o banheiro feminino.
| “ | O banheiro é um tabu que precisa ser encarado de maneira menos apaixonada. | ” |